# Congreso de La Haya de 1948

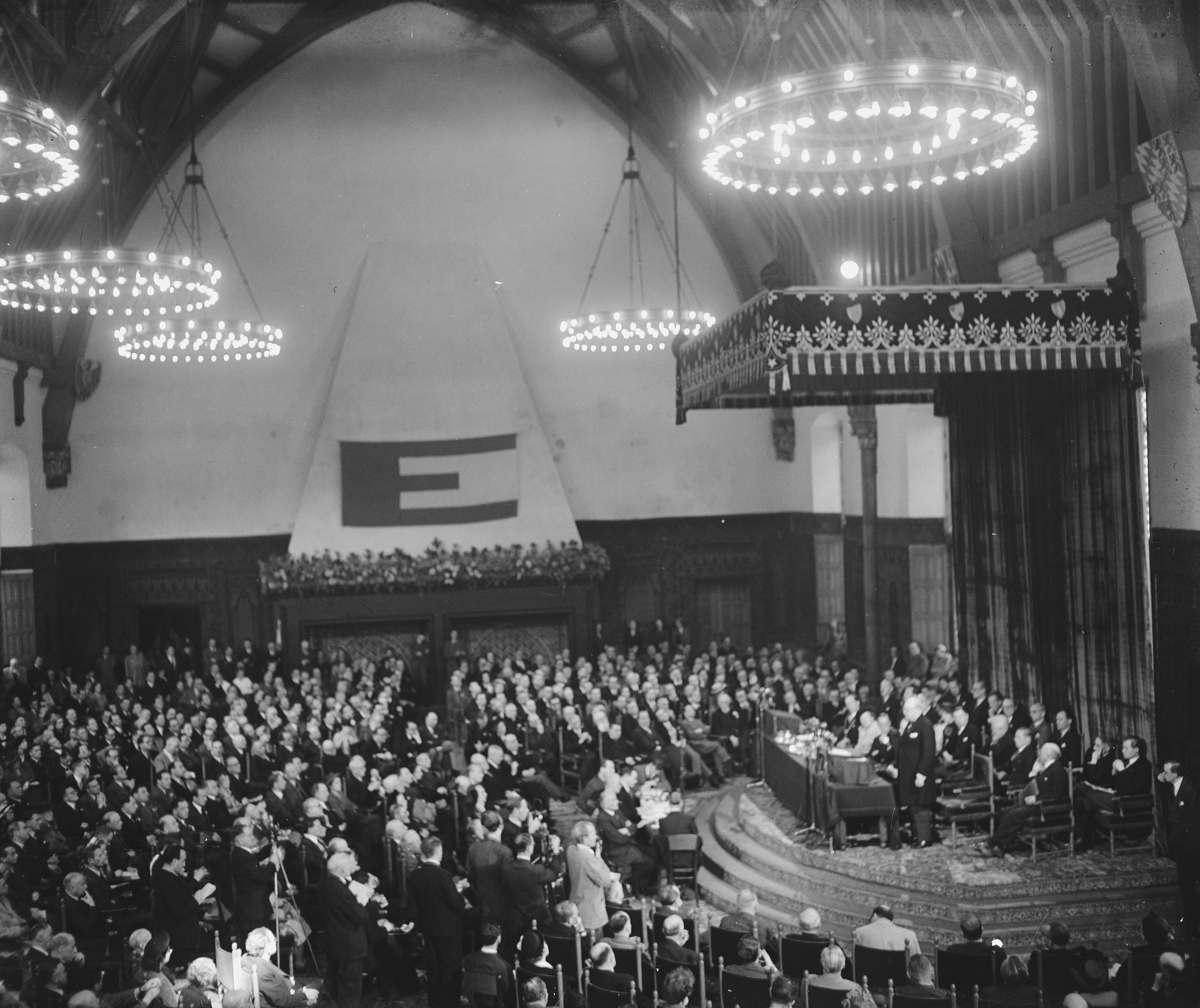
Reunión en el Salón de los Caballeros de La Haya, durante el Congreso (9 de mayo de 1948)

El Congreso de La Haya de 1948 o Congreso de Europa fue la reunión convocada por el recién creado Movimiento Europeo para alcanzar alguna forma de cooperación o de federación de los Estados europeos basada en el reconocimiento de los derechos humanos y en los principios democráticos, y que hiciera imposible la vuelta a los horrores vividos durante la Segunda Guerra Mundial (1939-1945) que acababa de terminar. De este congreso reunido en La Haya en mayo de 1948 surgió la iniciativa de formar el Consejo de Europa que se fundó poco después, el 12 de julio de 1949.

## Historia
Al finalizar la Segunda Guerra Mundial, en que Europa quedó completamente arruinada, diversas voces se alzaron para impedir que una tragedia similar se volviera a repetir. Una de las primeras fue la de Winston Churchill, quien, en un memorable discurso pronunciado en Zúrich (Suiza) el 19 de septiembre de 1946, dijo:

Hace falta un remedio milagroso que transforme por completo la situación y que, en unos años, cree una Europa libre y feliz, siguiendo el modelo de Suiza… Debemos construir unos Estados Unidos de Europa.

Este Congreso, posteriormente denominado «Congreso de Europa», comenzó sus sesiones el 7 de mayo de 1948, a las que asistieron más de mil delegados de una veintena de países, además de numerosos observadores. Se adoptaron una serie de resoluciones para «la creación de una unión económica y política con el fin de garantizar la seguridad, la independencia económica y el progreso social, la convocatoria de una asamblea consultiva elegida por los parlamentos, la elaboración de una carta europea de derechos humanos y de un tribunal para aplicar sus decisiones…».
En el Congreso se aprobó un «Mensaje a los Europeos» donde se incluía la exigencia de «una Carta de Derechos Humanos que garantizara la libertad de pensamiento, de reunión y de expresión, así como el derecho a formar una oposición política». Además se pedía la creación de un Tribunal de Justicia que sancionaría las violaciones de la Carta.
Sin embargo, desde el inicio también surgieron los primeros conflictos entre los partidarios de una federación europea (como Francia, Bélgica e Italia) y los defensores de una cooperación intergubernamental tradicional (como el Reino Unido, Irlanda y los Países Escandinavos).

### El nacimiento del Consejo de Europa
La tensión creciente entre Este y Oeste, separados por el denominado Telón de Acero, y marcada por el golpe de Praga y el bloqueo de Berlín, precipitó la asociación real entre los Estados occidentales. Dos meses después de la celebración del Congreso de Europa, Georges Bidault, ministro de Asuntos Exteriores de Francia, invitó a sus socios, en el Tratado de Bruselas que establece la Unión Occidental (Reino Unido, Benelux) y a todos aquellos que lo deseasen, a seguir las propuestas de La Haya. Robert Schuman, que le sucedió días más tarde, mantuvo esta invitación.
El Gobierno francés, con el apoyo de Bélgica representada por su primer ministro Paul Henri Spaak, deseaba la creación de una asamblea europea dotada de una competencia ampliada, compuesta por parlamentarios de los diferentes Estados y cuyas decisiones se adoptasen por mayoría de votos. Algo que fue rechazado por el Gobierno británico, que consideraba que esta asamblea únicamente debía tener una función consultiva. Sin embargo, las negociaciones continuaron y finalmente, el 27 y 28 de enero de 1949, los cinco ministros de Asuntos Exteriores de los países del Tratado de Bruselas, reunidos en Londres, alcanzaron un compromiso: «un Consejo de Europa compuesto de un comité ministerial que se reuniría en privado y un cuerpo consultivo cuyas reuniones serían públicas.»[cita requerida] En el acuerdo, la asamblea se constituyó con naturaleza consultiva y se atribuyó el poder de decisión a un Comité de Ministros. Los miembros de la asamblea debían ser independientes de sus gobiernos y deberían tener completa libertad de voto (propuesto por los federalistas). Esta decisión fue revisada a propuesta del Reino Unido, ya que solicitó que fueran sus Gobiernos quienes les designaran. Por eso, a partir de 1951, los parlamentos serían los encargados de designar a estos representantes.
El tratado que constituye el Estatuto del Consejo de Europa fue firmado el 5 de mayo de 1949, en el Palacio de Saint James, en Londres, rubricado por diez Estados: Bélgica, Francia, Luxemburgo, Países Bajos y Reino Unido, a los que se unieron Irlanda, Italia, Dinamarca, Noruega y Suecia. En el artículo 3 del Estatuto se estableció el compromiso de los Estados miembros a la aceptación de los «principios del gobierno de la ley y el goce por todas las personas bajo su jurisdicción de los derechos humanos y libertades fundamentales».
Previamente, el Consejo Internacional del Movimiento Europeo había aprobado en febrero de 1949 una Declaración de Principios de la Unión Europea y había creado una Sección Jurídica Internacional, bajo la presidencia de Pierre-Henri Teitgen, encargada de elaborar un proyecto de convención europea de los Derechos Humanos. El 12 de julio de 1949 la Sección Jurídica de Teitgen presentó su propuesta al Comité de Ministros del Consejo de Europa, y a principios de septiembre fue discutido. En el informe de Teitgen se enumeraban los derechos y libertades que debían ser garantizados:

una garantía colectiva, no sólo de la libertad de expresar las propias convicciones, sino también de pensamiento, conciencia, religión y opinión. El Comité deseaba proteger a todos los ciudadanos de todo Estado Miembro, no sólo de las confesiones impuestas por razones de Estado, sino también de los abominables métodos de indagación policial que quitan a la persona sospechosa o acusada el control de sus facultades intelectuales y de su conciencia.

Finalmente, el 4 de noviembre de 1950, los Estados miembros del Consejo de Europa firmaron en Roma la Convención Europea de Derechos Humanos, que entró en vigor el 3 de septiembre de 1953.